# Korelacja wzrostowa
Korelacja wzrostowa – wzajemne oddziaływania na wzrost i rozwój organów roślinnych. Oddziaływania pomiędzy organami mają charakter fizjologiczny i morfologiczny. Korelacja między organami może skutkować zahamowaniem wzrostu (inhibicja korelacyjna) lub stymulacją wzrostu  (stymulacja korelacyjna). Zjawiska korelacyjne zapewniają ścisłe powiązanie wzrostu poszczególnych organów oraz utrzymanie funkcjonalnej spójności organizmu. Harmonijny rozwój organizmu jest możliwy dzięki przemieszczaniu pomiędzy organami hormonów roślinnych oraz substancji odżywczych. W efekcie uszkodzenia lub zaburzenia metabolizmu jednego z organów dochodzi do zmian morfologicznych albo fizjologicznych w innych organach.

## Inhibicja korelacyjna
Przykładem inhibicji korelacyjnej jest dominacja wierzchołkowa. Uszkodzenie wierzchołka wzrostu pędu głównego skutkuje rozkrzewieniem rośliny w wyniku pobudzenia wzrostu pąków bocznych. Usuwanie pędów bocznych skutkuje zaś intensywnym wzrostem pędu głównego. Podobne zjawisko obserwuje się w korzeniach, gdzie wierzchołek korzenia głównego hamuje rozwój korzeni bocznych. Po przejściu rośliny w fazę generatywną, rozwój organów takich jak kwiaty, owoce, nasiona prowadzi do zahamowania rozwoju organów wegetatywnych.

## Stymulacja korelacyjna
Wzajemna zależność w dostarczaniu asymilatów przez pęd oraz wody i soli mineralnych przez korzeń wymaga koordynacji wzrostu obu części rośliny. Intensywny rozwój korzeni pociąga za sobą bujny wzrost części nadziemnej. Zjawisko to łączy się z dostarczaniem przez korzeń składników mineralnych oraz hormonów stymulujących wzrost pędu, głównie cytokinin. Wzrost wydłużeniowy zarówno łodygi, jak i korzenia pobudza działanie merystemów bocznych i zwiększa obwód starszych części rośliny. Wzajemna stymulacja wzrostu pędu i korzenia zapewnia harmonijny rozwój całej rośliny. Zaburzenie w rozwoju jednego z organów skutkuje zaś spowolnieniem wzrostu pozostałych. Stymulacja korelacyjna występuje także w organach generatywnych. Większa liczba nasion skutkuje wzmożonym rozwojem owoców. Niezupełne zapłodnienie kwiatów wielozalążkowych prowadzi do upośledzenia rozwoju owoców, co obserwowano u jabłoni, grusz i winorośli.